# Micheál Mac Liammóir
Micheál Mac Liammóir (Geburtsname: Alfred Willmore) (* 25. Oktober 1899 in Kilburn, London; † 6. März 1978 in Dublin) war ein irischer Schauspieler, Autor, Theaterregisseur, Bühnenbildner, Maler und Dramaturg.

## Leben
In England aufgewachsen, war Mac Liammóir bereits als Kind auf der Theaterbühne und Teil des Theaterensembles von Noël Coward. 
Er studierte Malerei an der Slade School of Fine Art in London und malte in seinem Leben viele verschiedene Kunstwerke. Danach reiste er in den 1920er-Jahren durch Europa und erlernte die irische Sprache. In Irland lernte er den Schauspieler Hilton Edwards kennen, der sein langjähriger Lebensgefährte wurde. In Dublin spielten beide am Abbey Theatre und gründeten 1928 gemeinsam das Gate-Theater, wo sie als Schauspieler und Theaterregisseure agierten. Mac Liammóir war am Gate Theater zudem als Bühnenbildner vieler Theaterstücke tätig und verfasste als Autor und Dramaturg verschiedene Werke. 
Nach dem Zweiten Weltkrieg wirkte Mac Liammóir beim Fernsehsender National Broadcasting Company in der Produktion Great Catherine mit Gertrude Lawrence. Zudem war er 1951 in Shakespeares Theaterstück Othello zu sehen und produzierte die Geistergeschichte Rückkehr nach Glennascaul. In der Filmproduktion von  Orson Welles’ Othello spielte er den Iago. Über die chaotischen Dreharbeiten schrieb er später das Buch Put Money In Thy Purse. 1953 war er im Film King Lear von Orson Welles im CBS zu sehen.
Im Jahr 1964 erhielt er den irischen Fernsehpreis Jacob’s Award für seine verfilmte Show The Importance of Being Oscar, die das Leben von Oscar Wilde nachzeichnete. In weiteren Filmen war er in den 1960ern und Anfang der 1970er als Schauspieler tätig, unter anderem in Der Brief an den Kreml (1970) und Was ist denn bloß mit Helen los? (1971).
Mac Liammóirs Leben diente als Vorlage zu dem Stück The Importance of Being Micheál von John Keyes.

## Werke (Auswahl)

### Bücher
- Put Money In Thy Purse
- Each Actor On His Ass
- Ceo Meala Lá Seaca
- Enter A Goldfish
- All For Hecuba
- Oícheanna Sidhe
- Lá agus Oíche
- Aisteoirí Faoi Dhá Sholas
- Theatre in Ireland
- Ireland
- Bláth agus Taibhse
- An Oscar Of No Importance
- W.B.Yeats and his world (gemeinsam mit Eavan Boland)

### Theaterstücke
- Diarmuid and Grainne / Diarmuid agus Gráinne
- Ill Met By Moonlight
- Oíche Bealtaine
- Where Stars walk
- The Importance of Being Oscar (Ein-Personen-Stück)
- I Must Be Talking To my Friends (Ein-Personen-Stück)
- Talking About Yeats (Ein-Personen-Stück)

## Preise und Auszeichnungen (Auswahl)
- 1964: Jacobs Award für The Importance of Being Oscar
- 1999: Druck einer irischen Briefmarke mit Bild von Mac Liammóir